# Platymantis banahao
Platymantis banahao är en groddjursart som beskrevs av Brown, Alcala, Diesmos och Angel C. Alcala 1997. Platymantis banahao ingår i släktet Platymantis och familjen Ceratobatrachidae. IUCN kategoriserar arten globalt som sårbar. Inga underarter finns listade i Catalogue of Life.